# 鹿児島県中学校一覧
| 総数                         | 228校              |
| 国立                         | 1校                |
| 公立                         | 210校              |
| 私立                         | 10校               |
| 教育委員会所在地             | 〒890-8577         |
| 鹿児島県鹿児島市鴨池新町10-1 |                    |
| 公式サイト                   | 鹿児島県教育委員会 |

鹿児島県中学校一覧（かごしまけんちゅうがっこういちらん）は、鹿児島県の中学校および義務教育学校（後期課程）の一覧。

## 国立中学校
- 鹿児島大学教育学部附属中学校

## 公立中学校

### 鹿児島市
- 鹿児島市立伊敷中学校
- 鹿児島市立伊敷台中学校
- 鹿児島市立鴨池中学校
- 鹿児島市立黒神中学校
- 鹿児島市立甲東中学校
- 鹿児島市立皇徳寺中学校
- 鹿児島市立甲南中学校
- 鹿児島市立郡山中学校
- 鹿児島市立河頭中学校
- 鹿児島市立坂元中学校
- 鹿児島市立桜丘中学校
- 鹿児島市立喜入中学校
- 鹿児島市立桜島中学校
- 鹿児島市立清水中学校
- 鹿児島市立城西中学校
- 鹿児島市立錫山中学校
- 鹿児島市立西陵中学校
- 鹿児島市立武中学校
- 鹿児島市立武岡中学校
- 鹿児島市立谷山中学校
- 鹿児島市立谷山北中学校
- 鹿児島市立天保山中学校
- 鹿児島市立長田中学校
- 鹿児島市立西紫原中学校
- 鹿児島市立東桜島中学校
- 鹿児島市立東谷山中学校
- 鹿児島市立福平中学校
- 鹿児島市立星峯中学校
- 鹿児島市立松元中学校
- 鹿児島市立緑丘中学校
- 鹿児島市立南中学校
- 鹿児島市立紫原中学校
- 鹿児島市立明和中学校
- 鹿児島市立吉田北中学校
- 鹿児島市立吉田南中学校
- 鹿児島市立吉野中学校
- 鹿児島市立吉野東中学校
- 鹿児島市立和田中学校
- 鹿児島市立鹿児島玉龍中学校
- 鹿児島県立いろは中学校（夜間中学）

### 鹿屋市
- 鹿屋市立鹿屋中学校
- 鹿屋市立第一鹿屋中学校
- 鹿屋市立田崎中学校
- 鹿屋市立大姶良中学校
- 鹿屋市立花岡中学校
- 鹿屋市立高隈中学校
- 鹿屋市立鹿屋東中学校
- 鹿屋市立串良中学校
- 鹿屋市立細山田中学校
- 鹿屋市立上小原中学校
- 鹿屋市立輝北中学校
- 鹿屋市立吾平中学校

### 枕崎市
- 枕崎市立枕崎中学校
- 枕崎市立桜山中学校
- 枕崎市立別府中学校
- 枕崎市立立神中学校

### 阿久根市
- 阿久根市立阿久根中学校
- 阿久根市立鶴川内中学校
- 阿久根市立三笠中学校

### 出水市
- 出水市立出水中学校
- 出水市立米ノ津中学校
- 出水市立大川内中学校
- 出水市立高尾野中学校
- 出水市立江内中学校
- 出水市立野田中学校
- 出水市立鶴荘学園[1]

### 指宿市
- 指宿市立北指宿中学校
- 指宿市立南指宿中学校
- 指宿市立西指宿中学校
- 指宿市立山川中学校
- 指宿市立開聞中学校

### 西之表市
- 西之表市立種子島中学校

### 垂水市
- 垂水市立垂水中央中学校

### 薩摩川内市
- 薩摩川内市立川内北中学校
- 薩摩川内市立川内中央中学校
- 薩摩川内市立川内南中学校
- 薩摩川内市立水引中学校
- 薩摩川内市立平成中学校
- 薩摩川内市立樋脇中学校
- 薩摩川内市立入来中学校
- 薩摩川内市立東郷学園義務教育学校[1]
- 薩摩川内市立祁答院中学校
- 薩摩川内市立里中学校
- 薩摩川内市立上甑中学校
- 薩摩川内市立海星中学校

### 日置市
- 日置市立東市来中学校
- 日置市立伊集院中学校
- 日置市立伊集院北中学校
- 日置市立土橋中学校
- 日置市立日吉学園
- 日置市立吹上中学校

### 曽於市
- 曽於市立末吉中学校
- 曽於市立大隅中学校
- 曽於市立財部中学校

### 霧島市
- 霧島市立国分中学校
- 霧島市立木原中学校
- 霧島市立国分南中学校
- 霧島市立舞鶴中学校
- 霧島市立溝辺中学校
- 霧島市立陵南中学校
- 霧島市立横川中学校
- 霧島市立牧園中学校
- 霧島市立霧島中学校
- 霧島市立隼人中学校
- 霧島市立日当山中学校
- 霧島市立牧之原中学校
- 霧島市立牧之原中学校若駒分校

### いちき串木野市
- いちき串木野市立串木野中学校
- いちき串木野市立串木野西中学校
- いちき串木野市立羽島中学校
- いちき串木野市立生冠中学校
- いちき串木野市立市来中学校

### 南さつま市
- 南さつま市立加世田中学校
- 南さつま市立万世中学校
- 南さつま市立大笠中学校
- 南さつま市立金峰学園[1]
- 南さつま市立坊津学園[1]

### 志布志市
- 志布志市立松山中学校
- 志布志市立志布志中学校
- 志布志市立有明中学校
- 志布志市立宇都中学校
- 志布志市立伊崎田中学校

### 奄美市
- 奄美市立名瀬中学校
- 奄美市立金久中学校
- 奄美市立朝日中学校
- 奄美市立小宿中学校
- 奄美市立大川中学校
- 奄美市立芦花部中学校
- 奄美市立崎原中学校
- 奄美市立住用中学校
- 奄美市立市中学校
- 奄美市立東城中学校
- 奄美市立赤木名中学校
- 奄美市立笠利中学校

### 南九州市
- 南九州市立頴娃中学校
- 南九州市立知覧中学校
- 南九州市立川辺中学校

### 伊佐市
- 伊佐市立大口中央中学校
- 伊佐市立菱刈中学校

### 姶良市
- 姶良市立加治木中学校
- 姶良市立帖佐中学校
- 姶良市立重富中学校
- 姶良市立山田中学校
- 姶良市立蒲生中学校

### 鹿児島郡

#### 三島村
- 三島村立三島硫黄島学園[1]
- 三島村立三島竹島学園[1]
- 三島村立三島大里学園[1]
- 三島村立三島片泊学園[1]

#### 十島村
- 十島村立平島学園
- 十島村立諏訪之瀬島学園
- 十島村立宝島学園
- 十島村立小宝島学園
- 十島村立中之島学園
- 十島村立悪石島学園
- 十島村立口之島学園

### 薩摩郡

#### さつま町
- さつま町立宮之城中学校

### 出水郡

#### 長島町
- 長島町立鷹巣中学校
- 長島町立川床中学校
- 長島町立獅子島中学校
- 長島町立長島中学校
- 長島町立平尾中学校

### 姶良郡

#### 湧水町
- 湧水町立吉松中学校
- 湧水町立栗野中学校

### 曽於郡

#### 大崎町
- 大崎町立大崎中学校

### 肝属郡

#### 東串良町
- 東串良町立東串良中学校

#### 肝付町
- 肝付町立内之浦中学校
- 肝付町立岸良学園
- 肝付町立高山中学校
- 肝付町立波野中学校
- 肝付町立国見中学校
- 鹿児島県立楠隼中学校

#### 錦江町
- 錦江町立錦江中学校
- 錦江町立田代中学校

#### 南大隅町
- 南大隅町立根占中学校
- 南大隅町立第一佐多中学校

### 熊毛郡

#### 中種子町
- 中種子町立中種子中学校

#### 南種子町
- 南種子町立南種子中学校

#### 屋久島町
- 屋久島町立中央中学校
- 屋久島町立金岳中学校
- 屋久島町立岳南中学校
- 屋久島町立安房中学校

### 大島郡

#### 大和村
- 大和村立大和中学校

#### 宇検村
- 宇検村立田検中学校
- 宇検村立久志中学校
- 宇検村立名柄中学校
- 宇検村立阿室中学校

#### 瀬戸内町
- 瀬戸内町立篠川中学校
- 瀬戸内町立古仁屋中学校
- 瀬戸内町立阿木名中学校
- 瀬戸内町立油井中学校
- 瀬戸内町立秋徳中学校
- 瀬戸内町立諸鈍中学校
- 瀬戸内町立伊子茂中学校
- 瀬戸内町立池地中学校
- 瀬戸内町立与路中学校

#### 龍郷町
- 龍郷町立龍南中学校
- 龍郷町立龍北中学校
- 龍郷町立赤徳中学校

#### 喜界町
- 喜界町立喜界中学校

#### 徳之島町
- 徳之島町立亀津中学校
- 徳之島町立井之川中学校
- 徳之島町立尾母中学校
- 徳之島町立東天城中学校
- 徳之島町立山中学校
- 徳之島町立手々中学校

#### 天城町
- 天城町立天城中学校
- 天城町立北中学校
- 天城町立西阿木名中学校

#### 伊仙町
- 伊仙町立伊仙中学校
- 伊仙町立面縄中学校
- 伊仙町立犬田布中学校

#### 和泊町
- 和泊町立和泊中学校
- 和泊町立城ケ丘中学校

#### 知名町
- 知名町立知名中学校
- 知名町立田皆中学校

#### 与論町
- 与論町立与論中学校

## 私立中学校

### 鹿児島市
- 池田学園池田中学校
- 鹿児島修学館中学校
- 鹿児島純心女子中学校
- 志學館中等部
- ラ・サール中学校

### 薩摩川内市
- れいめい中学校

### 日置市
- 鹿児島育英館中学校

### 霧島市
- 鹿児島第一中学校

### いちき串木野市
- 神村学園中等部

### 伊佐市
- 大口明光学園中学校